# Kungsbacka Damfotbollsförening
Il Kungsbacka Damfotbollsförening, abbreviato in Kungsbacka DFF, o semplicemente Kungsbacka, è una squadra di calcio femminile svedese con sede a Kungsbacka, nella contea di Halland. La società è affiliata alla Skånes Fotbollförbund, un'associazione calcistica che gestisce il calcio nella provincia tradizionale dello Scania.
Il Kungsbacka DFF nel campionato 2019 ha partecipato alla Damallsvenskan, il massimo livello del campionato di calcio femminile svedese e ha disputato le partite casalinghe al Tingbergsvallen B, impianto da 1 000 posti.
I maggiori risultati sportivi ottenuti sono stati la prima posizione in Elitettan, nell'edizione 2018.
Dal 2020 la società opera solamente al livello giovanile.

## Storia
Il Kungsbacka DFF è stato istituito come collaborazione tra diverse squadre di calcio locali per portare il calcio femminile d'élite nell'area della Contea di Halland. Nel dicembre 2012, la Federcalcio svedese (SvFF) ha concesso la dispensa per il posto del Tölö IF, squadra femminile di Kungsbacka, nella Division 1, terzo livello del campionato svedese femminile di calcio, da dare al nuovo club. Già alla seconda stagione la squadra si rivela sufficientemente competitiva da conquistare la promozione in Elitettan.
In vista della loro prima stagione nell'Elitettan, nel 2015 la dirigenza ha affidato la direzione tecnica della squadra a Johanna Almgren e, come sua vice, Stina Segerström, importanti ex giocatrici della nazionale svedese.
Al termine della stagione 2018 il Kungsbacka DFF ha conquistato il 1º posto in Elitettan, assicurandosi la promozione in Damallsvenskan, il massimo livello nazionale, per la prima volta nel 2019. Ciò nonostante, le difficoltà finanziarie causate dall'incapacità del comune di Kungsbacka di fornire il supporto promesso, hanno impedito alla squadra di dotarsi di un organico capace di garantirsi la salvezza. Il club ha anche affrontato la prospettiva di giocare tutte le partite del Damallsvenskan fuori casa, poiché lo stadio casalingo, il Tingbergsvallen, è sceso al di sotto dello standard richiesto dalla lega.
Nel febbraio 2020, a seguito della retrocessione in Elitettan patita al termine della stagione precedente, la società ha deciso di non iscrivere la squadra al campionato di Elitettan e di continuare le attività solamente al livello giovanile.

## Palmarès
- Campionato svedese di seconda divisione: 1

2018

## Organico

### Rosa 2019
Rosa, ruoli e numeri di maglia tratti dal sito ufficiale e aggiornati al 5 aprile 2019
| N. |                      | Ruolo | Calciatrice      |
| -- | -------------------- | ----- | ---------------- |
| 1  | Svezia (bandiera)    | P     | Moa Öhman        |
| 2  | Svezia (bandiera)    | D     | Emilia Hjertberg |
| 3  | Svezia (bandiera)    | D     | Anna Norheim     |
| 4  | Svezia (bandiera)    | D     | Lina Gerhardsson |
| 5  | Finlandia (bandiera) | C     | Linda Nyman      |
| 6  | Svezia (bandiera)    | D     | Klara Rybrink    |
| 7  | Svezia (bandiera)    | C     | Ida Pettersson   |
| 8  | Svezia (bandiera)    | C     | Hanna Spets      |
| 9  | Svezia (bandiera)    | A     | Mimmi Asperot    |
| 10 | Svezia (bandiera)    | A     | Pernilla Milton  |
| 11 | Svezia (bandiera)    | C     | Sara Nilsson     |
| 12 | Svezia (bandiera)    | P     | Anna Larsson     |

| N. |                      | Ruolo | Calciatrice             |
| -- | -------------------- | ----- | ----------------------- |
| 13 | Svezia (bandiera)    | P     | Karolina Bucaro Stenman |
| 14 | Romania (bandiera)   | C     | Andrea Herczeg          |
| 15 | Svezia (bandiera)    | D     | Linnea Bjöörn           |
| 16 | Svezia (bandiera)    | C     | Melissa Davin           |
| 17 | Svezia (bandiera)    | C     | Ida Strömblad           |
| 18 | Svezia (bandiera)    | D     | Maja Göthberg           |
| 19 | Finlandia (bandiera) | A     | Jenny Danielsson        |
| 20 | Svezia (bandiera)    | D     | Malin Fors              |
| 21 | Svezia (bandiera)    | C     | Hanna Boubezari         |
| 22 | Svezia (bandiera)    | C     | Rebecca Cameras         |
| 23 | Svezia (bandiera)    | C     | Klara Andrup            |